# Phú Lý
Phú Lý là một xã thuộc tỉnh Đồng Nai, Việt Nam.

## Địa lý
Xã Phú Lý có vị trí địa lý:
- Phía đông giáp xã Đắc Lua, huyện Tân Phú và xã Thanh Sơn, huyện Định Quán
- Phía tây giáp xã Tân Lợi, huyện Đồng Phú, tỉnh Bình Phước và xã Mã Đà
- Phía nam giáp xã Mã Đà
- Phía bắc giáp xã Tân Hưng và xã Tân Phước, huyện Đồng Phú, tỉnh Bình Phước và xã Đăng Hà, huyện Bù Đăng, tỉnh Bình Phước.

Xã Phú Lý có diện tích 276,57 km², dân số năm 1999 là 11.567 người, mật độ dân số đạt 42 người/km².

## Hành chính
Xã Phú Lý được chia thành 9 ấp: 1, 2, 3, 4, Bàu Phụng, Bình Chánh, Cây Cầy, Lý Lịch 1, Lý Lịch 2.